# Ichneumon recticornis
Ichneumon recticornis är en stekelart som beskrevs av Rossi 1790. Ichneumon recticornis ingår i släktet Ichneumon och familjen brokparasitsteklar. Inga underarter finns listade i Catalogue of Life.